# Folkeafstemning
Folkeafstemning vil sige at en afgørelse om et givet lovforslag lægges ud til afgørelse blandt alle vælgere. I Danmark giver Grundloven adgang til både bindende og vejledende folkeafstemninger.
Når et lovforslag er vedtaget af Folketinget, kan en tredjedel af Folketingets medlemmer over for formanden begære folkeafstemning om lovforslaget.
Ved grundlovsændringer samt ændring af valgretsalderen er folkeafstemning obligatorisk. Det samme gælder ved suverænitetsafgivelse, med mindre der er 5/6 flertal i Folketinget.
Denne type folkeafstemning, hvor folket kan bekræfte eller forkaste et forslag fra parlamentet, kaldes referendum; eksempelvis Rumæniens grundlov blev i 2003 ændret efter en folkeafstemning.
Initiativ betegner at et bestemt antal vælgere kan fremsætte et forslag til folkeafstemning. Det findes bl.a. i Schweiz.
Folkeafstemning i grænsespørgsmål som i Sønderjylland 1920 kaldes også plebiscit.
Kommunale folkeafstemninger er i Danmark hjemlet i Kommunestyrelseslovens §9. b Der er begrænsninger for hvad man kan stemme om, bl.a. kan man ikke stemme om skatter eller ansættelsesforhold. Modsat bindende folkeafstemninger på landsplan, kræver en kommunal folkeafstemning kun simpelt flertal. Dette er uagtet hvor mange eller få der måtte stemme til folkeafstemningen.
Regionale folkeafstemninger er i Danmark ikke hjemlet i Grundloven eller nogen anden lov og kan derfor kun være vejledende. I USA er der ikke folkeafstemninger på nationalt niveau. De enkelte delstater bestemmer selv om der skal være mulighed for folkeafstemninger. I Californien har befolkningen en særdeles vidtgående mulighed for at tage initiativ til folkeafstemninger, idet 8 % af de registrerede vælgere kan sende love og delstatsforfatningsændringer til folkeafstemning uden at delstatsparlamentet har mulighed for at modsætte sig deres vedtagelse.

## Folkeafstemninger i Danmark
I Danmark er der både mulighed for afholdelse af vejledende folkeafstemninger og bindende folkeafsteminger om lovforslag.
Grundlovens §§ 20, 29, 42 og 88 indeholder regler om folkeafstemninger.
Grundloven af 1915 bestemte at en grundlovsændring krævede en folkeafstemning hvor 45 % af den til Folketinget stemmeberettigede befolkning skulle stemme for.
Ved grundloven af 1953 blev reglerne for grundlovsændringer (§ 88) lempet således at kravet om 45 % af vælgernes tilslutning blev nedsat til 40 %.
Grundloven af 1953's § 42 indførte en bestemmelse om at en tredjedel af Folketinget kan sende et vedtaget lovforslag til folkeafstemning. Reglen kan ikke benyttes for en række økonomiske love og love om Kongehuset, om meddelelse af indfødsret, eller om gennemførelse af bestående traktatmæssige forpligtigelser. Reglen kan heller ikke benyttes for ekspropriationslove, som dog har deres egen mindretalsbeskyttelse i § 73 stk. 2. Reglen kan heller ikke benyttes mod vedtagelsen af en traktat. det kan dog vedtages ved lov (som så altså kræver et flertal og ikke en tredjedel) at vedtagelsen af en traktat skal sendes til folkeafstemning; for traktater der medfører suverænitetsafgivelse gælder dog § 20.
§ 29 stk. 2 bestemmer at valgretsalderen kun kan ændres ved folkeafstemning.
§ 20 stk. 2 bestemmer at suverænitetsafgivelse skal ske ved lov som skal sendes til folkeafstemning med mindre den vedtages med fem sjettedels flertal. Selvom de partier der støtter en suverænitetsafgivelse udgør fem sjettedele af Folketingets medlemmer, kan loven godt alligevel sendes til folkeafstemning efter denne paragraf, da det er den faktiske afstemning i folketingssalen der er afgørende.
En folkeafstemning efter §§ 42, 20 og 29 medfører lovens bortfald hvis der er et flertal imod og dette flertal udgør mindst 30 % af vælgerne. Et upopulært forslag kan således alligevel vedtages hvis valgdeltagelsen er tilstrækkelig lav.
Selvom et forslag bliver får den nødvendige opbakning ved en folkeafstemning, medfører det ikke nødvendigvis at forslaget bliver lov, idet regeringen kan undlade at stadfæste det. Op til folkeafstemningen om patentdomstolen i 2014 foreslog Venstre således at regeringen skulle respektere et eventuelt nej-flertal også hvis deltagelsen var under de 30 %, hvilket ville medføre forslagets bortfald. Tilsvarende forsikrede Statsminister Lars Løkke Rasmussen op til folkeafstemningen om retsforbeholdet i 2015 at regeringen ville respektere et nej uanset 30-procentsreglen.
Grundloven indeholder ingen regler om vejledende folkeafstemninger, men forbyder dem heller ikke.

## Liste over danske folkeafstemninger
| Dato               | Emne | Lovhjemmel | Antal gyldige stemmer           | Antal gyldige stemmer                   | Pct. af gyldige stemmer | Pct. af gyldige stemmer | Procent af samtlige stemmeberettigede | Procent af samtlige stemmeberettigede | Procent af samtlige stemmeberettigede | Udfald                                                                                       |
| ------------------ | --- | --- | ------------------------------- | --------------------------------------- | ----------------------- | ----------------------- | ------------------------------------- | ------------------------------------- | ------------------------------------- | -------------------------------------------------------------------------------------------- |
|                    | | | Ja                              | Nej                                     | Ja                      | Nej                     | Ja                                    | Nej                                   | Sum                                   |                                                                                              |
| 14. december 1916  | Salg af Dansk Vestindien til USA (Delvist vejledende)                                                            | Lov nr. 294 af 30. september om Nedsættelse af en Rigsdagskommission og Afholdelse af en Folkeafstemning angaaende Koventionen mellem Danmark og de amerikanske Forenede Stater om Overdragelse til de nævnte Stater af Øerne St. Thomas, St. Jan og St. Croix i Vestindien. | 283.000                         | 158.000                                 | 64,2                    | 35,8                    | 23,6                                  | 13,2                                  | 36,8                                  | Øerne blev formelt overleveret til USA den 31. marts 1917 og omdøbt til U.S. Virgin Islands. |
| 6. september 1920  | Forfatningsændring: Grundlovsrevisionen af 1920                                                                  | Grundloven af 5. juni 1915 § 93 | 614.130                         | 19.581                                  | 96,9                    | 3,1                     | 47,5                                  | 1,5                                   | 49,0                                  | Grundlovsændringen blev vedtaget                                                             |
| 23. maj 1939       | Forfatningsændring: Forslag til Danmarks Riges Grundlov af maj 1939                                              | Grundloven af 5. juni 1915 med ændringer af 10. september 1920 § 94 | 966.277                         | 85.717                                  | 91,9                    | 8,1                     | 44,5                                  | 3,9                                   | 48,4                                  | Grundlovsforslaget blev forkastet.                                                           |
| 28. maj 1953       | Forfatningsændring: Forslag til Danmarks Riges Grundlov af maj 1953 (yngste vælgere 25 år)                       | Grundloven af 5. juni 1915 med ændringer af 10. september 1920 § 94 | 1.183.292                       | 319.135                                 | 78,8                    | 21,2                    | 45,8                                  | 12,3                                  | 58,1                                  | Forfatningsændringen vedtaget                                                                |
| 28. maj 1953       | Valgretsalderens nedsættelse fra 25 til 23 eller 21 år (yngste vælgere 21 år)                                    | Lov nr. 50 af 25. marts 1953 om folkeafstemning i året 1953 vedr.ændring af Danmarks Riges Grundlov | (for 23 år) 840.815             | (for 21 år) 700.122                     | (for 23 år) 54,6        | (for 21 år) 45,4        | (for 23 år) 30                        | (for 21 år) 25                        | 55                                    | Valgretsalderen blev 23 år                                                                   |
| 30. maj 1961       | Forslag om ændring af valgretsalderen til Folketinget fra 23 til 21 år                                           | Grundloven af 1953 § 29, jf. § 42 | 586.113                         | 479.146                                 | 55,0                    | 45,0                    | 20,3                                  | 16,6                                  | 36,9                                  | Valgretsalderen blev 21 år                                                                   |
| 25. juni 1963      | 1. Lov om erhvervelse af landbrugsejendomme 2. Statshusmandsloven 3. Kommuners forkøbsret 4. Naturfredningsloven | Grundloven af 1953 § 42 | 843.756 848.494 872.042 937.259 | 1.354.588 1.347.942 1.328.036 1.261.545 | 38,4 38,6 39,6 42,6     | 61,6 61,4 60,4 57,4     | 27,7 27,9 28,7 30,8                   | 44,5 44,3 43,6 41,5                   | 72,2 72,3                             | „Jordlovene“ bortfaldt                                                                       |
| 24. juni 1969      | Forslag om ændring af valgretsalderen til Folketinget fra 21 til 18 år                                           | Grundloven af 1953 § 29, jf. § 42 | 448.724                         | 1.646.688                               | 21,4                    | 78,6                    | 13,6                                  | 49,8                                  | 63,4                                  | Valgretsalderen forblev 21 år                                                                |
| 21. september 1971 | Forslag om ændring af valgretsalderen til Folketinget fra 21 til 20 år                                           | Grundloven af 1953 § 29, jf. § 42 | 1.601.840                       | 1.231.804                               | 56,5                    | 43,5                    | 47,4                                  | 36,5                                  | 83,9                                  | Valgretsalderen nedsat til 20 år                                                             |
| 2. oktober 1972    | Danmarks tiltrædelse af De Europæiske Fællesskaber                                                               | Grundloven af 1953 § 20, stk. 2 | 1.958.043                       | 1.135.755                               | 63,3                    | 36,7                    | 56,7                                  | 32,9                                  | 89,6                                  | Danmark tiltrådte De Europæiske Fællesskaber 1. januar 1973                                  |
| 19. september 1978 | Forslag om ændring af valgretsalderen til Folketinget fra 20 til 18 år                                           | Grundloven af 1953 § 29, jf. § 42 | 1.224.448                       | 1.049.832                               | 53,8                    | 46,2                    | 34,2                                  | 29                                    | 63,2                                  | Valgretsalderen nedsat til 18 år                                                             |
| 27. februar 1986   | Danmarks tiltrædelse af EF-pakken (Europæisk Fælles Akt) (vejledende afstemning)                                 | Lov nr. 24 af 5. februar 1986 | 1.629.786                       | 1.268.483                               | 56,2                    | 43,8                    | 42                                    | 32,7                                  | 74,7                                  | Danmarks tiltrædelse af EF-pakken vedtages af Folketinget                                    |
| 2. juni 1992       | Danmarks tiltrædelse af Maastrichttraktaten                                                                      | Grundloven af 1953 § 20, stk. 2 | 1.606.442                       | 1.653.289                               | 49,3                    | 50,7                    | 40,5                                  | 41,7                                  | 82,2                                  | Danmark tiltrådte ikke Traktaten                                                             |
| 18. maj 1993       | Danmarks tiltrædelse af Maastrichttraktaten suppleret med Edinburghafgørelsen                                    | Grundloven af 1953 § 42, stk. 6, jf. § 19 | 1.930.391                       | 1.471.914                               | 56,7                    | 43,3                    | 48,6                                  | 37                                    | 85,6                                  | Danmark tiltrådte Traktaten suppleret med Edinburghafgørelsen                                |
| 28. maj 1998       | Danmarks tiltrædelse af Amsterdamtraktaten                                                                       | Grundloven af 1953 § 20, stk. 2 | 1.647.692                       | 1.342.595                               | 55,1                    | 44,9                    | 41,2                                  | 33,6                                  | 74,8                                  | Danmark tiltrådte Traktaten                                                                  |
| 28. september 2000 | Danmarks deltagelse i den fælles valuta                                                                          | Grundloven af 1953 § 20, stk. 2, jf. § 42 | 1.620.353                       | 1.842.814                               | 46,8                    | 53,2                    | 40,5                                  | 46,1                                  | 86,6                                  | Danmark tiltrådte ikke deltagelse i den fælles valuta                                        |
| 7. juni 2009       | Forfatningsændring: Lov om ændring af tronfølgeloven                                                             | Grundloven af 1953 § 88 | 1.858.180                       | 318.931                                 | 85,4                    | 14,6                    | 45,2                                  | 7,8                                   | 53,0                                  | Ændringen af tronfølgeloven blev vedtaget                                                    |
| 25. maj 2014       | Danmarks tiltrædelse af fælles patentdomstol                                                                     | Grundloven af 1953 § 20, stk. 2, jf. § 42 | 1.386.881                       | 833.023                                 | 62,5                    | 37,5                    | 33,6                                  | 20,2                                  | 53,8                                  | Danmark tiltrådte den Fælles Patentdomstol                                                   |
| 3. december 2015   | Afskaffelse af retsforbeholdet                                                                                   | Grundloven af 1953 § 20, stk. 2, jf. § 42 | 1.377.538                       | 1.556.582                               | 46,9                    | 53,1                    | 33,2                                  | 37,5                                  | 70,7                                  | Danmark bevarede sit retsforbehold og erstattede det ikke med en tilvalgsordning             |
| 1. juni 2022       | Afskaffelse af forsvarsforbeholdet                                                                               | Grundloven af 1953 § 20, stk. 2, jf. § 42 | 1.848.242                       | 915.717                                 | 66,9                    | 33,1                    | 43,4                                  | 21,5                                  | 64,9                                  | Danmark afskaffede forsvarsforbeholdet og deltager fuldgyldigt i forsvarssamarbejdet i EU    |